# Janoi Donacien
Janoi Denzil Naieme Donacien (født 3. november 1993) er en saintluciansk professionel fodboldspiller, som spiller for EFL League Two-klubben Chesterfield og Saint Lucias landshold.

## Klubkarriere

### Aston Villa
Donacien skiftede i 2010 til Aston Villas akademi. Han var involveret med førsteholdet nogle gange, men endte dog aldrig med at spille en kamp for klubben.
Han tilbragte i løbet af sin tid hos klubben lejeaftaler hos Tranmere Rovers, Wycombe Wanderers og Newport County.

### Accrington Stanley
Donacien skiftede i august 2016 til Accrington Stanley, efter at han havde forladt Aston Villa ved kontraktudløb.

### Ipswich Town
Donacien skiftede i juli 2018 til Ipswich Town på en lejeaftale med en mulighed for at blive gjort permanent. Skiftet blev gjort permanent i januar 2019, men han blev i samme måned lejet tilbage til Accrington for resten af sæsonen. Efter at det ikke lykkedes Donacien at slå igennem på holdet efter at have vendt tilbage fra leje, så blev han i januar 2021 igen udlejet, denne gang til Fleetwood Town.
Donaciens gennembrud hos Ipswich kom i 2021-22 sæsonen, hvor han blev etableret som fast mand på holdet. Han spillede mere end 100 kampe for klubben før han forlod ved kontraktudløb i 2024.

### Chesterfield
Efter at have været uden en klub i et halvt år, så skiftede Donacien til Chesterfield i januar 2025.

## Landsholdskarriere
Doancien debuterede for Saint Lucias landshold den 17. juni 2023.

## Titler
Accrington Stanley
- EFL League Two: 1 (2017-18)